# Sabrina Grdevich
Sabrina Grdevich est une actrice canadienne née le 7 octobre 1971 à Brampton en Ontario au Canada.

## Filmographie

### Cinéma
- 1994 : Sailor Moon S, le film : Trista Meio / Sailor Pluto (voix)
- 1995 : Sailor Moon Super S, le film : Sailor Pluto (voix)
- 1996 : Joe's So Mean to Josephine : Florrie
- 1997 : Joe's Wedding : Julie
- 1997 : Extrême vengeance : Lucy
- 1997 : Men with Guns : Lucy
- 1999 : Johnny : Boutique Clerk
- 1999 : Le Quatrième Étage (The 4th Floor) : Cheryl
- 2000 : Washed Up : Stacy #3
- 2001 : A.I. Intelligence artificielle (Artificial Intelligence: AI) : Sheila
- 2001 : Lola : Lola
- 2001 : Mile Zero : Allison
- 2002 : La Secrétaire (Secretary) : Allison
- 2004 : Book of Love d'Alan Brown : Lilian
- 2004 : Trouser Accidents : Shelly
- 2004 : The Human Kazoo : Une demoiselle d'honneur
- 2005 : Cake : Rachel
- 2010 : The Con Artist : India
- 2013 : Cottage Country : Sergent Mackenzie
- 2015 : No Stranger Than Love : Nancy

### Télévision

#### Séries télévisées
- 1995 : Side Effects : Karen Haywood

- 1995-2000 : Sailor Moon : Anne Granger / Sailor Pluto / Trista Meio / ... (voix, 23 épisodes)
- 1996-1998 : FX, effets spéciaux : D'Arc / Estelle / Lori Cutter
- 1996-1998 : Haute finance : Cathy Blake (19 épisodes)
- 1997 : Les Aventures de Sinbad : Jullaner
- 1997 : Les Repentis : Peaches
- 1999 : Coroner Da Vinci : Mona Resnick (2 épisodes)
- 1999 : Total Recall 2070 : l'amie de M. Nagle
- 1999 : Quelle vie de chien ! (Dogmatic) : Miss Vicky Polite
- 1999 : The City : Sydney
- 2000 : La famille Green : Karen Murphy
- 2002 : The Eleventh Hour : Pamela Tasker
- 2002 : Jeremiah : Michelle
- 2002 : Étrange voisinage : Trish
- 2002-2003 : Tom Stone : Laura James (3 épisodes)
- 2003 : Fast Food High : Cheryl
- 2003 : Hurt : La maman du garçon
- 2003 : Slings & Arrows : Claire Donner (6 épisodes)
- 2004 : Puppets Who Kill : La sœur jumelle de Stacey
- 2005 : Le cauchemar d'Allison : Heidi
- 2005 : Tripping the Wire: A Stephen Tree Mystery : Trish Shishleesh
- 2005-2006 : Intelligence  : Maxine Reardon (5 épisodes)
- 2006 : This Is Wonderland : Maddie Armstrong
- 2009 : The Dating Guy : Connie
- 2010 : Cra$h & Burn : Nicole Asher
- 2010 : Rookie Blue : Anna Vetter
- 2010 : Republic of Doyle : Kathleen
- 2011 : The Listener : Sarah Mirtschin
- 2011 : Skins : Renée Snyder (2 épisodes)
- 2011 : Flashpoint : Freya Marks
- 2012 : Saving Hope, au-delà de la médecine  : Jackie
- 2016 : Slasher : Nancy Vaughn (2 épisodes)
- 2016 : The Girlfriend Experience : Kathleen
- 2018 : Designated Survivor : Sénatrice
- 2018 : 22 Chaser : Chauffeur affolée
- 2019 : Coroner : Loni Wright
- 2019 : Ransom : Heidi Ambrose
- 2019 : Hudson et Rex : Rita Collins
- 2016-2020 : Kim's Convenience : Mme Murray (5 épisodes)
- 2021 : Ginny & Georgia : Cynthia Fuller (9 épisodes)[1]

#### Téléfilms
- 1995 : Little Criminals : Ruth
- 1997 : Major Crime : Madelaine Reid
- 1998 : My Own Country  : Sexy Sadie
- 1998 : Thanks of a Grateful Nation : Sandra
- 1999 : Le justicier reprend les armes : Fran Smollen
- 1999 : Au-delà de l'obsession : Dana Ballard
- 1999 : Erreur judiciaire: l'histoire de David Milgaard : Nichol Johns
- 1999 : Au secours, papa divorce (Coming Unglued) : Lacey
- 1999 : Illégitime défense (Sirens) : Sheryl
- 1999 : Noir comme l'amour (Black and Blue) : Grace Ann Flynn
- 2000 : Thirty
- 2002 : Éternelle jeunesse (The Glow) : Trish
- 2007 : Face à ma vie
- 2010 : Quand l'amour ne suffit plus: l'histoire de Lois Wilson : Julia